# Кабесон-де-Льєбана
Кабесон-де-Льєбана (ісп. Cabezón de Liébana) — муніципалітет в Іспанії, у складі автономної спільноти Кантабрія. Населення — 699 осіб (2009).
Муніципалітет розташований на відстані близько 310 км на північ від Мадрида, 70 км на південний захід від Сантандера.
На території муніципалітету розташовані такі населені пункти: Аньєсо, Буйєсо, Кабар'єсо, Кабесон-де-Льєбана (адміністративний центр), Каечо, Камбарко, Фрама, Ламедо, Лур'єсо, Перросо, Піаска, Сан-Андрес, Торісес.

## Демографія
Динаміка населення (INE ):

## Галерея зображень

Розташування муніципалітету